# Млака (Јасеновац)
Млака је насељено место у општини Јасеновац, у новској Посавини, Република Хрватска.

## Историја
Млака се од распада Југославије до маја 1995. године налазила у Републици Српској Крајини. До територијалне реорганизације у Хрватској насеље се налазило у саставу бивше велике општине Новска.
Овде постоји православна црква Светог Илије где се сваке године 22. априла обележава сећање на страдање српског народа у Другом светском рату.

## Становништво
На попису становништва 2011. године, Млака је имала 58 становника.

## Попис 1991.
На попису становништва 1991. године, насељено место Млака је имало 358 становника, следећег националног састава:
| Попис 1991.‍  | Попис 1991.‍  | Попис 1991.‍ | Попис 1991.‍ | Попис 1991.‍ |
| ------------ | ------------ | ----------- | ----------- | ----------- |
|              |              |             |             |             |
| Срби         | Срби         |             | 304         | 84,91%      |
| Југословени  | Југословени  |             | 10          | 2,79%       |
| Хрвати       | Хрвати       |             | 10          | 2,79%       |
| Муслимани    | Муслимани    |             | 2           | 0,55%       |
| остали       | остали       |             | 5           | 1,39%       |
| неопредељени | неопредељени |             | 12          | 3,35%       |
| непознато    | непознато    |             | 15          | 4,18%       |
| укупно: 358  |              |             |             |             |